# Xã Webster, Quận Rice, Minnesota
Xã Webster (tiếng Anh: Webster Township) là một xã thuộc quận Rice, tiểu bang Minnesota, Hoa Kỳ. Năm 2010, dân số của xã này là 1.768 người.